# José Joaquín Esquivel
José Joaquín Esquivel Martínez (Zacatecas, 7 januari 1998) is een Mexicaans voetballer die bij voorkeur als centrale verdediger speelt. Hij stroomde in 2014 door vanuit de jeugd van CF Pachuca.

## Clubcarrière
Esquivel keerde in juli 2016 terug bij Pachuca. Daarvoor maakte hij op 24 september 2016 zijn debuut, tegen Querétaro.
2 Barreiro ·
3 Elbis ·
4 Tapias ·
5 Guzmán ·
6 R. López ·
7 Sagal ·
8 S. Pérez ·
9 J. Pérez ·
10 Cardona ·
11 Ulloa ·
12 García ·
13 Blanco ·
14 Aguirre ·
16 Hernández · 
18 Martínez ·
19 Figueroa · 
21 O. Pérez ·
22 Romero ·
23 Murillo ·
24 P. López ·
25 Peña ·
26 Herrera ·
28 E. Sánchez ·
29 Jara ·
32 A. Sánchez ·
33 Castrejón ·
34 Palacios ·
Coach: Ayestarán